# 12月8日
12月8日（じゅうにがつようか）は、グレゴリオ暦で年始から342日目（閏年では343日目）にあたり、年末まであと23日ある。

## できごと

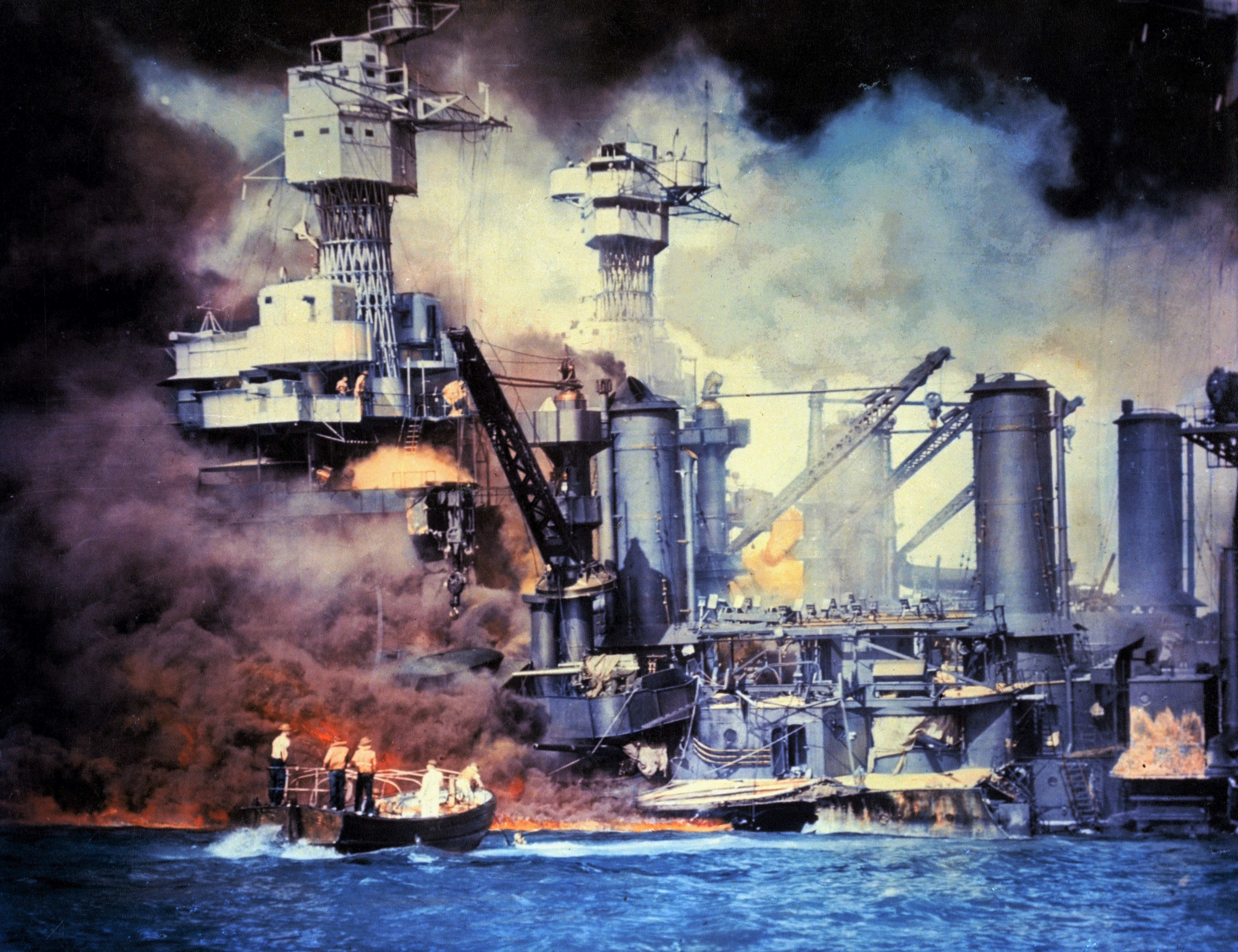
真珠湾攻撃によって炎上するアメリカ海軍戦艦「ウェストバージニア」

- 1854年 - ローマ教皇ピウス9世の回勅Ineffabilis Deus（英語版）によって「無原罪の御宿り」がカトリックの教義として公認[要出典]。
- 1869年 - 第1バチカン公会議開幕。
- 1886年 - サミュエル・ゴンパーズを会長としてアメリカ労働総同盟結成。
- 1907年 - スウェーデン王グスタフ5世が即位。
- 1914年 - 第一次世界大戦: フォークランド沖海戦。
- 1922年 - 新婦人協会解散。
- 1923年 - 甘粕事件の当事者である甘粕正彦に対し、第1師団軍法会議は懲役10年を言い渡す[1]。
- 1941年 - 第二次世界大戦: マレー作戦・真珠湾攻撃（日本時間）。日本が米英に宣戦布告。
- 1941年 - 第二次世界大戦: 前日の真珠湾攻撃を受け、フランクリン・ルーズベルト米大統領が屈辱の日の演説。アメリカ合衆国の対日宣戦布告、イギリスの対日宣戦布告。
- 1942年 - 政府紙幣50銭(靖国50銭)が発行。
- 1943年 - 朝比奈隆が上海の上海交響楽団（かつての工部局交響楽団）で指揮をとる。
- 1944年 - 西部戦線でドイツ軍が米軍を中心とする連合軍に対してアルデンヌ地方で攻勢を実行。バルジの戦いとして知られ、翌年の1月25日まで続いた。
- 1945年 - GHQ、全国の新聞へ太平洋戰爭史を掲載させる。
- 1946年 - シベリア抑留: シベリアからの引揚げ船第1号が舞鶴港に入港。約5千人が帰還。
- 1948年 - 大正少額紙幣50銭が廃止。
- 1953年 - 米大統領アイゼンハワーが国連総会で原子力の平和利用を提言。
- 1958年 - 第1回アフリカ人民会議（英語版）開催。
- 1962年 - 第42臨時国会召集（12月23日閉会）。
- 1963年 - パンアメリカン航空214便墜落事故。
- 1963年 - プロレスラーの力道山が赤坂のナイトクラブで暴力団員に刺される。12月15日に死去。
- 1972年 - エチオピア航空708便ハイジャック事件（死者7人）、ユナイテッド航空553便墜落事故（死者45人）、大分空港で東亜国内航空機が滑走路を逸脱する事故（負傷者無し）[2]。
- 1980年 - 元・ビートルズのジョン・レノンが、ニューヨークの自宅（ダコタ・ハウス）前でファンに射殺される（ジョン・レノンの殺害）。
- 1981年 - 芸大事件: 東京地検が東京芸大の海野義雄教授を収賄容疑で逮捕。
- 1987年 - ロナルド・レーガン米国大統領とミハイル・ゴルバチョフソ連共産党書記長、中距離核戦力全廃条約（INF全廃条約）に調印。
- 1989年 - NECホームエレクトロニクスがPCエンジンコアグラフィックス・PCエンジンスーパーグラフィックス発売。
- 1991年 - ロシア・ベラルーシ・ウクライナの代表がソビエト連邦の消滅と独立国家共同体の創立を宣言。
- 1992年 - アメリカ・カナダ・メキシコが北米自由貿易協定に署名。
- 1994年 - ドイツでウンウンウニウム（レントゲニウム）発見。
- 1994年 - 原爆切手発行問題: アメリカ合衆国郵便公社が原爆切手発行の中止を決定。
- 1995年 - 福井県の高速増殖炉「もんじゅ」でナトリウム漏洩事故発生。事故隠しが問題に。
- 1999年 - 倉木麻衣がシングル「Love, Day After Tomorrow」で日本デビュー。
- 2005年 - 東京・秋葉原に「秋葉原48劇場」（現:AKB48劇場）がオープン。AKB48の第1回公演が行われる。
- 2009年 - 森繁久彌に国民栄誉賞授与が決定する[3]。
- 2012年 - 任天堂から『Wii U』が発売される。
- 2018年 - 第197回国会で入国管理法改正案が可決・成立[4]。
- 2018年 - 2018/2019 ISUグランプリファイナル女子シングルで紀平梨花が初出場で制覇[5]。
- 2021年 - 社会民主党党首であるオラフ・ショルツが率いるドイツの新内閣（ショルツ内閣）が成立。
- 2022年 - 柄谷行人が哲学者としてバーグルエン賞受賞。
- 2024年 - シリア反政府勢力が首都ダマスカスを掌握し、シリアの国営放送にてアサド政権の崩壊を宣言。バッシャール・アル＝アサド大統領は辞任し、出国してロシアに亡命した。
- 2024年 - 大韓民国の金龍顕前国防部長官が12月3日の非常戒厳令の発令を尹錫悦大統領に進言したとして、内乱罪の容疑で検察に拘束される。

## 誕生日
- 紀元前65年 - ホラティウス、古代ローマの詩人（+ 紀元前8年）
- 1542年 - メアリー、スコットランド女王（+ 1587年）
- 1627年（寛永4年11月1日） - 戸田氏西、美濃国大垣藩主（+ 1684年）
- 1692年（元禄5年11月1日） - 池田仲央、因幡国鹿奴藩主（+ 1753年）
- 1730年 - ヤン・インゲンホウス、植物生理学者（+ 1799年）
- 1749年（寛延2年10月29日） - 松平資承、丹後国宮津藩主（+ 1800年）
- 1765年 - イーライ・ホイットニー、発明家（+ 1825年）
- 1832年 - ビョルンスティエルネ・ビョルンソン、作家（+ 1910年）
- 1847年（弘化4年11月1日） - 中江兆民、思想家（+ 1901年）
- 1851年 - エミール・シェフネッケル、画家（+ 1934年）
- 1855年 - ウラジーミル・ギリャロフスキー 作家、ジャーナリスト (+ 1935年)
- 1861年 - アリスティード・マイヨール、彫刻家（+ 1944年）
- 1861年 - ジョルジュ・メリエス、映画監督（+ 1938年）
- 1861年 - ウィリアム・C・デュラント、ゼネラルモーターズ創業者（+ 1947年）
- 1864年 - カミーユ・クローデル、彫刻家（+ 1943年）
- 1865年 - ジャン・シベリウス、作曲家（+ 1957年）
- 1868年（明治元年10月25日） - 徳富蘆花、小説家（+ 1927年）
- 1875年 - 野口米次郎、英詩人（+ 1947年）
- 1881年 - エルネスト・ボー、調香師（+ 1961年）
- 1886年 - ディエゴ・リベラ、画家（+ 1957年）
- 1890年 - ボフスラフ・マルティヌー、作曲家（+ 1959年）
- 1902年 - 嵐寛寿郎、映画俳優（+ 1980年）
- 1903年 - セーケイ・ゾルターン、ヴァイオリニスト、作曲家（+ 2001年）
- 1906年 - 音丸、歌手（+ 1976年）
- 1909年 - 児玉幸多、歴史学者、元学習院大学学長、学習院女子短期大学学長、学習院大学名誉教授（+ 2007年）
- 1914年 - 門上千恵子、弁護士、日本初の女性検事（+ 2007年）
- 1916年 - 岡野八郎、プロ野球選手
- 1921年 - 坂本一亀、編集者（+ 2002年）
- 1922年 - ルシアン・フロイド、画家（+ 2011年）
- 1924年 - 長谷川裕見子、女優（+ 2010年）
- 1925年 - ジミー・スミス、ジャズオルガニスト（+ 2005年）
- 1925年 - 大石真、児童文学作家（+ 1990年）
- 1925年 - ハンク・トンプソン、プロ野球選手（+ 1969年）
- 1925年 - サミー・デイヴィスJr.、歌手、俳優、エンターテイナー（+ 1990年）
- 1927年 - ニクラス・ルーマン、社会学者（+ 1998年）
- 1929年 - ゴッフレード・パリーゼ、作家、ジャーナリスト（+ 1986年）
- 1930年 - 椎名仙卓、博物館学者、博物館史学者
- 1930年 - マクシミリアン・シェル、俳優（+ 2014年）
- 1930年 - 名古屋章、俳優（+ 2003年）
- 1930年 - 井上武吉、彫刻家（+ 1997年）
- 1931年 - 杉浦直樹、俳優（+ 2011年）
- 1933年 - 坂下千津子、体操選手（+ 1972年）
- 1933年 - ロバート・F・マークス、海洋考古学者、歴史家（+ 2019年）
- 1934年 - 藤村俊二、タレント、俳優（+ 2017年）
- 1934年 - 高倉照幸、元プロ野球選手（+2018年）
- 1936年 - デビッド・キャラダイン、俳優（+ 2009年）
- 1937年 - 石川恵也、元プロ野球選手
- 1938年 - ジョン・アジェクム・クフォー、政治家、元ガーナ大統領
- 1939年 - ジェームズ・ゴールウェイ、フルート奏者、指揮者
- 1941年 - 石井いさみ、漫画家（+ 2022年）
- 1942年 - 徳久利明、元プロ野球選手（+ 1998年）
- 1942年 - 巴菁子、声優
- 1942年 - 鈴木宣之、実業家、作家、野球指導者
- 1943年 - ジム・モリソン、ミュージシャン（ドアーズ）（+ 1971年）
- 1943年 - 土井正博、元プロ野球選手
- 1943年 - 相羽欣厚、元プロ野球選手（+ 1988年）
- 1944年 - 橋本武徳、高校野球指導者（+ 2020年）
- 1946年 - 聖日出夫、漫画家（+ 2016年）
- 1947年 - グレッグ・オールマン、ミュージシャン（オールマン・ブラザーズ・バンド）（+ 2017年）
- 1947年 - 別所キミヱ、パラ卓球選手
- 1950年 - リック・ベイカー、特殊メイクアーティスト
- 1950年 - 古谷松雄、政治家　（+ 2024年）
- 1951年 - 三代目桂南光、落語家
- 1953年 - 名取和彦、元プロ野球選手
- 1953年 - キム・ベイシンガー、女優
- 1954年 - 田中一郎、ギタリスト（元ARB、甲斐バンド）
- 1954年 - 島本須美、声優
- 1957年 - ミハイル・カシヤノフ、政治家
- 1957年 - フィル・コリン、ミュージシャン（デフ・レパード）
- 1957年 - 沢田幸二、アナウンサー
- 1958年 - 出渕裕、漫画家、イラストレーター、アニメーター、アニメーション監督
- 1958年 - 宮川知久、俳優
- 1958年 - トンチャイ・メーキンタイ、歌手
- 1959年 - 佐々木好、シンガーソングライター
- 1960年 - 吉田聡、漫画家
- 1961年 - アン・コールター、評論家
- 1962年 - 広瀬新太郎、元プロ野球選手
- 1962年 - 増崎孝司、ギタリスト
- 1962年 - マーティ・フリードマン、ギタリスト（元メガデス）
- 1962年 - 小池可奈、フリーアナウンサー
- 1963年 - 川田利明、プロレスラー
- 1963年 - クボブリュ、ベーシスト
- 1963年 - 佐々木美鈴、女優、司会者
- 1963年 - グレッグ・ハウ、ギタリスト
- 1963年 - 李在明、政治家、韓国大統領
- 1964年 - 長与千種、プロレスラー
- 1964年 - 工藤彰三、政治家
- 1964年 - テリー・ハッチャー、女優
- 1965年 - カリーナ・ラウ、女優
- 1965年 - 神宮司弥生、声優（+ 2017年）
- 1966年 - シネイド・オコナー、ミュージシャン（+ 2023年）
- 1967年 - 大竹一樹、お笑い芸人（さまぁ〜ず）
- 1967年 - 三石琴乃[6]、声優
- 1967年 - 吉田宣弘、政治家
- 1967年 - 中村幸代、作曲家、音楽プロデューサー、キーボーディスト
- 1968年 - 田中啓三、俳優
- 1968年 - 鈴木憲、政治家
- 1968年 - 小林千代美、政治家
- 1968年 - マイク・ムッシーナ、元プロ野球選手
- 1969年 - 内菜、リングアナウンサー
- 1970年 - 和久井映見、女優
- 1970年 - 三宅綾、プロレスラー
- 1970年 - 鶴屋浩、総合格闘家、ブラジリアン柔術家
- 1970年 - ROCK-Tee、DJ（EAST END）
- 1972年 - 田中信一郎、競艇選手
- 1972年 - ホルベルト・カブレラ、元プロ野球選手
- 1972年 - 小林敦司、元プロ野球選手
- 1973年 - 稲垣吾郎、俳優、歌手（元SMAP）
- 1973年 - コリィ・テイラー、歌手（スリップノット、ストーン・サワー）
- 1973年 - 佐藤秀峰、漫画家
- 1973年 - 安田顕、俳優、タレント（TEAM NACS）
- 1974年 - 瀧本誠、元柔道家、総合格闘家
- 1974年 - ジュリアン・ラクリン、ヴァイオリニスト、ヴィオリスト
- 1974年 - MINMI、ミュージシャン
- 1975年 - 坪田塁、作家、演出家
- 1975年 - たかはC、放送作家
- 1975年 - 桂宏美、シンガーソングライター
- 1975年 - 玉峰伸典、元プロ野球選手
- 1975年 - 井手麻理子、歌手
- 1976年 - リード・ジョンソン、元プロ野球選手
- 1977年 - 中岡創一、お笑い芸人（ロッチ）
- 1977年 - セニョリータ健蔵、元お笑い芸人
- 1978年 - バーノン・ウェルズ、プロ野球選手
- 1978年 - 浦賀和宏、小説家（+ 2020年）
- 1978年 - 四宮洋平、元ラグビー選手
- 1978年 - フレデリック・ピキオンヌ、サッカー選手
- 1978年 - 大久保友雅、東京工科大学教授
- 1980年 - 村上健志、お笑い芸人（フルーツポンチ）
- 1980年 - 川松真一朗、フリーアナウンサー、政治家
- 1980年 - 堂島有沙、女優、タレント
- 1981年 - おちあやか、声優
- 1981年 - 三枝玄樹、放送作家
- 1981年 - AZU、歌手
- 1981年 - サトウヒロコ、シンガーソングライター
- 1981年 - 馬原孝浩、元プロ野球選手
- 1982年 - ゆうや裕夜、ものまねタレント、歌手
- 1982年 - 後藤輝樹、政治活動家、音楽家、YouTuber
- 1982年 - 橋本亮馬、元プロ野球選手
- 1982年 - ニッキー・ミナージュ 、ラッパー
- 1982年 - フレン・アギナガルデ、ハンドボール選手
- 1983年 - エレーナ・ハリアヴィナ、フィギュアスケート選手
- 1983年 - 合田倫子、元フリーアナウンサー、防災士
- 1984年 - TAKAHIRO、ミュージシャン（EXILE）
- 1984年 - バダ・ハリ、キックボクサー
- 1984年 - 南田雅昭、騎手
- 1984年 - エマ・グリアン、陸上競技選手
- 1985年 - ドワイト・ハワード、バスケットボール選手
- 1985年 - 小杉陽太、元プロ野球選手
- 1985年 - メーガン・デュハメル、フィギュアスケート選手
- 1985年 - ジョシュ・ドナルドソン、プロ野球選手
- 1986年 - 大出千尋、ファッションモデル
- 1986年 - アミール・カーン、ボクサー
- 1986年 - ジョーダン・ノルベルト、元プロ野球選手
- 1987年 - レフト鈴木、お笑い芸人（くりおね）
- 1987年 - カイル・ドレイベック、プロ野球選手
- 1987年 - キム・ウナ、フィギュアスケート選手
- 1987年 - オリガ・ナイヂョノワ、フィギュアスケート選手
- 1987年 - アレックス・トーレス、プロ野球選手
- 1987年 - 別府真衣、調教師、元騎手
- 1988年 - 乾真大、元プロ野球選手
- 1989年 - 三原向平、サッカー選手
- 1989年 - 麻倉みな、タレント、元グラビアアイドル
- 1989年 - ルツィエ・ミズリヴェチュコヴァー、フィギュアスケート選手
- 1990年 - 戸田めぐみ、声優
- 1990年 - 新井貴子、モデル、女優
- 1990年 - 川添佳穂、フリーアナウンサー
- 1990年 - 栗山直樹、サッカー選手
- 1990年 - 浅賀優美、元タレント、元キャスター
- 1990年 - 後藤田健介、元陸上選手
- 1990年 - カン・ヘヨン、元アイドル、トロット歌手（元BESTie、元EXID）
- 1991年 - 秋田きよ美、元タレント
- 1991年 - 和田奈々、タレント
- 1991年 - 多田毬奈、ミュージカル俳優
- 1991年 - 馬場ももこ、フリーアナウンサー
- 1992年 - 横山由依、タレント、アイドル（元AKB48）
- 1992年 - ワタナベマホト、元YouTuber、元ラッパー（元カイワレハンマー）
- 1992年 - 宮﨑敦次、元プロ野球選手
- 1992年 - 梅津瑞樹、俳優
- 1993年 - 木村達成、俳優
- 1993年 - 軽辺るか、女優
- 1993年 - 七海ティナ、AV女優、タレント
- 1993年 - アナソフィア・ロブ、女優
- 1994年 - 多田愛佳、女優（元HKT48）
- 1994年 - 廣田耀規、ラグビー選手
- 1994年 - 山内鈴蘭[7]、タレント、アイドル（元SKE48）
- 1994年 - 岩出玲亜、陸上競技選手[8]
- 1994年 - 谷尻まりあ、声優（元アース・スター ドリーム）
- 1994年 - 深澤大河、俳優
- 1994年 - ジュニー、アイドル（レディースコード）
- 1994年 - 長尾朱夏、野球選手
- 1995年 - ジョーダン・アイブ、サッカー選手
- 1995年 - リバン・モイネロ、プロ野球選手
- 1995年 - 内田侑希、気象キャスター
- 1996年 ‐ 岸潤一郎、プロ野球選手
- 1996年 - 小池大喜、サッカー選手
- 1998年 - 江村海里、モデル
- 1999年 - チョ・イヒョン、女優
- 1999年 - 小嶋斗偉、プロレスラー
- 2000年 - 三上紗也可、飛込競技選手
- 2002年 - パク・ソンフン、アイドル、元フィギュアスケート選手（ENHYPEN）
- 2002年 - 愛来、アイドル（AMEFURASSHI）
- 2003年 - 宮田くるみ、アイドル（iSPY、元おはガール）
- 2003年 - AKARI、キックボクサー
- 2008年 - 川口和空、俳優
- 2011年 - 井川梨愛、女優
- 生年不詳 - 若林広海、脚本家、演出家
- 生年不詳 - karory、漫画家、イラストレーター、原画家
- 生年不詳 - 三嶋くるみ、漫画家
- 生年不詳 - 片霧烈火、シンガーソングライター
- 生年不詳 - 相沢二葉、声優
- 生年不詳 - 華乃ゆり、声優
- 生年不詳 - 木村三恵、声優、タレント、ラジオパーソナリティ
- 生年不詳 - 摩味[9]、声優

## 忌日

### 人物
- 899年 - アルヌルフ、東フランク王国国王（* 850年頃）
- 1214年（建保2年11月6日） - 佐々木高綱、平安時代・鎌倉時代の武将（* 1160年）
- 1508年（永正5年11月16日） - 斯波義敏、管領（* 1435年）
- 1632年 - フィリッペ・ファン・ランスベルゲ、天文学者、数学者（* 1561年）
- 1681年 - ヘラルト・テル・ボルフ、画家（* 1617年）
- 1710年（宝永7年10月18日） - 津軽信政、第4代弘前藩主（* 1646年）
- 1714年（正徳4年11月2日） - 柳沢吉保、側用人、譜代大名（* 1658年）
- 1818年 - カール、バーデン大公国第2代大公（* 1786年）
- 1830年 - バンジャマン・コンスタン、 小説家、思想家（* 1767年）
- 1859年 - トマス・ド・クインシー、評論家（* 1785年）
- 1864年 - ジョージ・ブール、数学者、哲学者（* 1815年）
- 1894年 - 小泉信吉、慶應義塾塾長、横浜正金銀行支配人（* 1853年）
- 1903年 - ハーバート・スペンサー、社会学者、哲学者（* 1820年）
- 1907年 - オスカル2世、スウェーデン王（* 1829年）
- 1909年 - 賀陽宮邦憲王、皇族（* 1867年）
- 1910年 - 原田一道、兵学者、陸軍少将、陸軍省砲兵局長（* 1830年）
- 1917年 - メンデレ・スフォリム、イディッシュ語・ヘブライ語作家（* 1836年）
- 1924年 - フランツ・クサヴァー・シャルヴェンカ、作曲家（* 1850年）
- 1924年 - 山村暮鳥、詩人、児童文学者（* 1884年）
- 1933年 - 山本権兵衛、政治家、第16・22代内閣総理大臣（* 1852年）
- 1933年 - 麻生太吉、実業家、衆議院議員、貴族院議員（* 1857年）
- 1937年 - 石光真臣、陸軍中将（* 1870年）
- 1937年 - ハンス・モーリッシュ、植物学者（* 1856年）
- 1939年 - アーネスト・シェリング、ピアニスト、指揮者（* 1876年）
- 1941年 - 中村新太郎、地質学者（* 1881年）
- 1941年 - 稲垣清、軍人（* 1915年）
- 1941年 - 岩佐直治、軍人（* 1915年）
- 1941年 - 横山正治、軍人（* 1919年）
- 1942年 - アイテル・フリードリヒ、プロイセン王国の王族（* 1883年）
- 1945年 - アレクサンドル・ジロティ、ピアニスト、指揮者（* 1863年）
- 1956年 - ジミー・エンジェル、飛行家（* 1899年）
- 1956年 - 菅野経三郎、政治家（* 1877年）
- 1958年 - トリス・スピーカー、プロ野球選手（* 1888年）
- 1960年 - 繁里栄、プロ野球選手（* 1916年）
- 1963年 - サリット・タナラット、第14代タイ首相（* 1908年）
- 1970年 - 沢田廉三、外交官（* 1888年）
- 1970年 - クリストファー・ケルク・インゴルド、化学者（* 1893年）
- 1970年 - 安藤忍、プロ野球監督（* 1895年）
- 1978年 - ゴルダ・メイア、第4代イスラエル首相（* 1898年）
- 1978年 - 江口夜詩、作曲家（* 1903年）
- 1980年 - ジョン・レノン、音楽家（* 1940年）
- 1982年 - 諸橋轍次、漢字研究家、『大漢和辞典』編者（* 1883年）
- 1982年 - 綾櫻由太郎、元大相撲力士、関脇（* 1898年）
- 1982年 - 三波伸介、コメディアン（元てんぷくトリオ）（* 1930年）
- 1984年 - ラズル (Razzle (musician)) 、音楽家（* 1960年）
- 1985年 - ビル・ワムズガンス、元プロ野球選手（* 1894年）
- 1990年 - 土屋文明、歌人（* 1890年）
- 1994年 - アントニオ・カルロス・ジョビン、音楽家（* 1927年）
- 1995年 - 丁善徳、作曲家（* 1911年）
- 1996年 - 柏戸剛、元大相撲力士、第47代横綱（* 1938年）
- 1996年 - 小成たか紀、漫画家（* 1960年）
- 1998年 - ヒデ夕樹、歌手（* 1940年）
- 2000年 - 小松恒夫、文筆家、元朝日新聞記者（* 1925年）
- 2004年 - ダイムバッグ・ダレル、音楽家（パンテラ、ダメージプラン）（* 1966年）
- 2005年 - 益田一、写真家、魚類研究家（* 1921年）
- 2008年 - 葛西森夫、小児外科医師、東北大学病院元院長（* 1922年）
- 2008年 - ロバート・プロスキー、俳優（* 1930年）
- 2008年 - 若井はやと、漫才師（* 1944年）
- 2009年 - 儀我壮一郎、経営学者、大阪市立大学名誉教授（* 1919年）
- 2009年 - マッシモ・ボジャンキーノ、ピア二スト、政治家、元イタリアフィレンツェ市長（* 1922年）
- 2010年 - 田中明、韓国・朝鮮研究学者、元中日新聞・朝日新聞記者（* 1926年)
- 2010年 - 島津尚純、政治家（* 1945年)
- 2011年 - 三木稔、作曲家（* 1930年）
- 2011年 - 古賀一隆、元競馬騎手、競馬調教師（* 1935年）
- 2011年 - 新美春之、実業家、元昭和シェル石油社長（* 1936年）
- 2012年 - 星晃、鉄道車両技術者（* 1918年）
- 2013年 - 小保内敏幸、政治家、元岩手県二戸市長（* 1950年）
- 2015年 - 石本泰雄、国際法学者、大阪市立大学名誉教授（* 1924年）
- 2015年 - 小鷹信光、評論家、翻訳家、小説家（* 1936年）
- 2015年 - 鉄永幸紀、実業家、政治家（* 1947年）
- 2016年 - ジョン・ハーシェル・グレン、海兵隊パイロット、宇宙飛行士、政治家（* 1921年）
- 2017年 - 野村沙知代、タレント（* 1932年）
- 2017年 - 市川雄一、政治家（* 1935年）
- 2017年 - 山口昌紀、実業家、元近畿日本鉄道（現・近鉄グループホールディングス）社長（* 1936年）
- 2017年 - 西田厚聰、実業家、東芝社長・会長（* 1943年）
- 2018年 - イヴリン・ベレジン、計算機工学者（* 1925年）
- 2018年 - 南原美紗保、女優、元宝塚歌劇団星組男役（* 1944年）
- 2018年 - ミケーレ・モンティ、柔道家（* 1970年）
- 2019年 - ジュース・ワールド、ラッパー、音楽家（* 1998年）
- 2020年 - ハロルド・バッド、作曲家、ピアニスト（* 1936年）
- 2020年 - 目片信、政治家（* 1941年）
- 2020年 - エフゲニー・シャポシニコフ、軍人、政治家（* 1942年）
- 2020年 - アレハンドロ・サベーラ、サッカー選手、指導者（* 1954年）
- 2022年 - 吉田喜重、映画監督（* 1933年）
- 2024年 - 六代目立川ぜん馬、落語家（* 1948年）

### 人物以外（動物など）
- 2020年 - シンボリクリスエス、競走馬（* 1999年）
- 2021年 - アグネスデジタル、競走馬（* 1997年）

## 記念日・年中行事
- 成道会（仏教）
釈迦が悟りを開いた日。多くの国の仏教寺院で「成道会」法要が開かれる。
- 聖母の無原罪の御宿りの祭日（カトリック教会）
1854年のこの日、ローマ教皇ピウス9世により無原罪の御宿りがカトリックの教義として認められたことを記念。
- 事納め（ 日本）
その年の農事など雑事をしまう日。農事を始める「御事始め」は2月8日である。
- 針供養（ 日本）
針仕事の上達を祈願するため、折れた針や曲がった針を豆腐等に刺し、神社に奉納する（2月8日に行う地方もある）。
- 憲法記念日（ ルーマニア）
1991年のこの日に現行のルーマニアの憲法が国民投票により採択されたことを記念。
- フィンランド音楽の日 ( フィンランド)
- 憲法記念日（ ウズベキスタン）
- レノンズデー
1980年のこの日、ビートルズの元メンバー、ジョン・レノンがニューヨークの自宅アパート前で熱狂的なファンに射殺されたことに由来する。
- 太平洋戦争開戦記念日
1941年（昭和16年）の午前3時19分（現地時間 7日午前7時49分）に、日本軍がハワイ・オアフ島・真珠湾のアメリカ軍基地を奇襲攻撃し、3年6ヵ月に及ぶ大東亜戦争・対米英戦（太平洋戦争）が勃発した。他にも、「太平洋戦争開戦日」や「対米英開戦記念日」などとされる。